# Forêt de Benon
Pour les articles homonymes, voir Benon (homonymie).

La forêt de Benon est située dans le nord-est du département de la Charente-Maritime et constitue aujourd'hui l'unique forêt de l'Aunis. 
Il s'agit essentiellement d'une forêt de feuillus, constituée de chênes, qui s'étend sur une surface totale de 3 300 hectares, dont environ 600 hectares sont gérés directement par l'ONF et le département de la Charente-Maritime.

## Situation géographique
La forêt de Benon est située à 29 km à l'est de La Rochelle, à 36 km à l'ouest de Niort et à 17 km au nord de Surgères. Elle est entièrement située dans le département de la Charente-Maritime, dans sa partie nord-est, où elle sépare le Marais Poitevin de la plaine calcaire de l'Aunis.
Cette forêt est bordée à l'est, par la vallée moyenne du Mignon, et à l'ouest, par celle du Curé. Au nord, elle est en contact avec le Marais Poitevin, tandis qu'au sud, elle s'ouvre sur la plaine dénudée de l'Aunis.
Le massif boisé est traversé d'est en ouest par la voie expresse à 2X2 voies La Rochelle-Niort, la N.11. Elle est également traversée par une route départementale, qui relie Courçon à Surgères, en passant par les communes de Benon et Saint-Georges-du-Bois. 
Cette forêt fut traversée, dans sa bordure à l'ouest, par une voie ferrée qui reliait Surgères à Marans et passait par Ferrières d'Aunis, cette voie fut démantelée dès 1951.

## Histoire

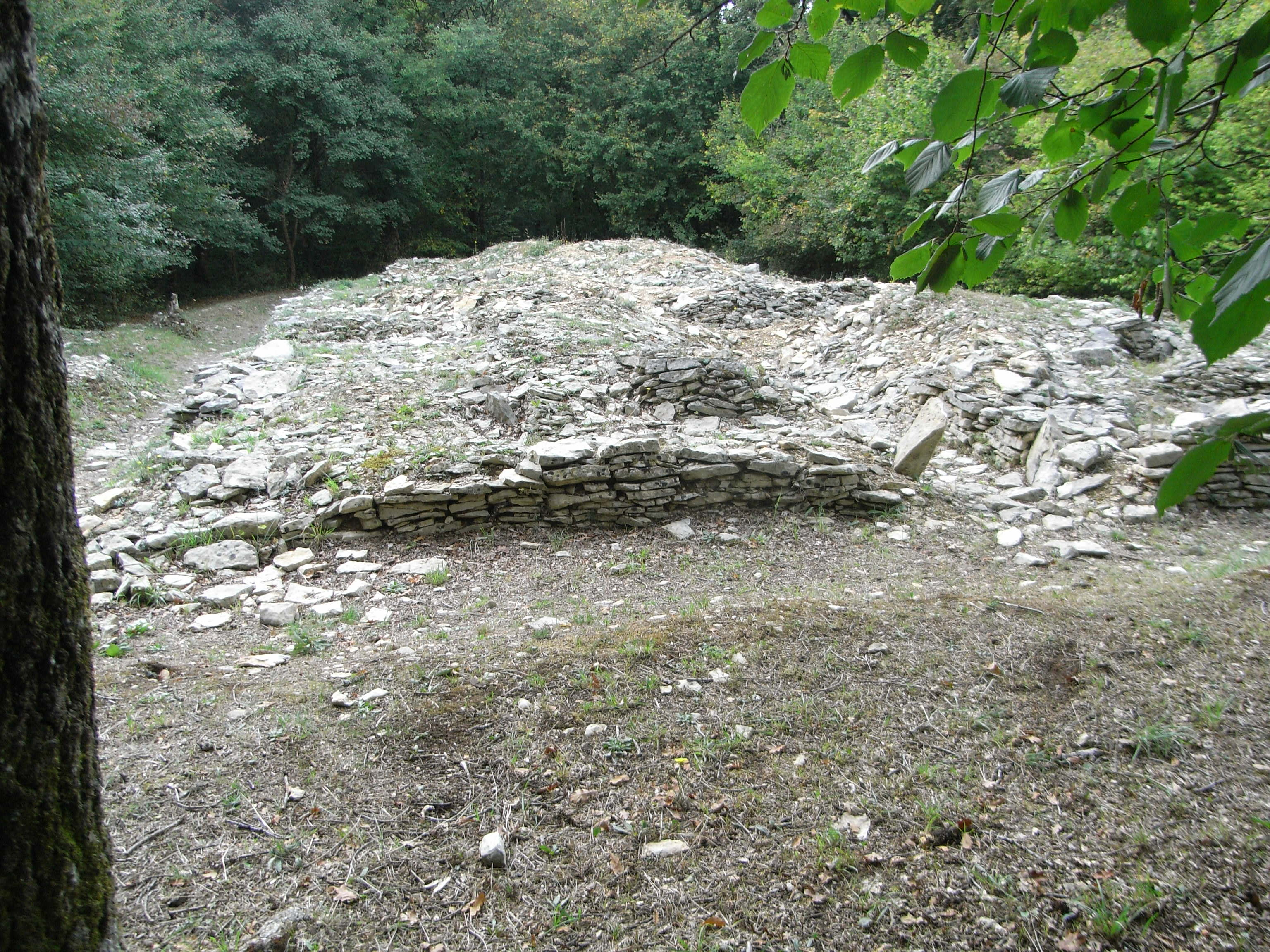
Tumulus de Champ Châlons

Avec les forêts de Chizé, d'Aulnay, de Chef-Boutonne, de Boixe, de la Braconne, de Tusson, de Bois-blanc, de Dirac et d'Horte ainsi qu'avec le bois des Essouverts ; la forêt de Benon constitue la relique forestière du massif forestier d'Argensonqui s'étendait entre le littoral méridional du golfe des Pictons et le Périgord vert.
La présence de quinze tumuli, constituant de petites nécropoles (Champ Châlon, Mille Écus, des Biarnes, de la Pointe), atteste d'une occupation humaine pendant le néolithique moyen.
Le massif forestier d'Argenson était, à l'époque gauloise, la frontière naturelle entre les Pictons, au nord, et les Santons, au sud. Ce massif forestier semble avoir été à l'écart d'un peuplement humain avant la Gaule romaine, comme l'atteste la faible proportion de toponymes gaulois, les premiers essartages et autres aménagements forestiers n'étant attestés que depuis la période gallo-romaine. À cette époque, des « voies romaines » y ont été tracées pour relier Mediolanum Santonum, Lemonum et Juliomagus. Ce réseau routier figure sur la Table de Peutinger et l'Itinéraire d'Antonin.
La forêt de Benon semble avoir été quant à elle délaissée avant la fin du IIIe siècle, la voie reliant Mediolanum Santonum et Juliomagus la contournant totalement. À partir de cette période, les Gallo-Romains vont y entreprendre des défrichements. C'est ainsi que sur la marge orientale de l'Aunis, des villae rusticae sont implantées, notamment à Virson et Argenton.
À partir des « Grandes invasions », la forêt de Benon est de nouveau délaissée et il faudra attendre le Moyen Âge central pour y voir réapparaitre la « main de l'homme ». Devant faire face aux raids des Vikings en Aunis, les Comtes de Poitou décident de fortifier la petite province en y établissant des mottes castrales, notamment celle de Benon. Le village fortifié devient alors le centre du futur défrichement de la forêt qui prend à partir de cette époque l'éponyme de forêt de Benon. 
Pour mener à bien cette vaste entreprise, les comtes du Poitou facilitent la création d'une abbaye cistercienne à Benon, qui sera la première abbaye de ce genre à s'implanter en Aunis. Les moines défricheurs de la puissante abbaye cistercienne de La Grâce-Dieu sont donc mandatés pour ouvrir de larges clairières et fonder des villages.
Le front de défrichement part dans tous les sens, mais les seigneurs des lieux vont se réserver une partie de la forêt pour se constituer une réserve giboyeuse.
La guerre de Cent Ans stoppe pour un temps les défrichements, qui reprennent avec le retour de la paix, dès la seconde moitié du XVe siècle. 
Cependant, les guerres de Religion qui ensanglantent de nouveau la région dans la  seconde moitié du XVIe siècle vont durablement stopper le déboisement de cette forêt, cet arrêt des travaux perdurera  jusqu'à la fin du XVIIe siècle.
La reprise économique en Aunis a lieu dès le XVIIIe siècle, et grâce à l'essor de la vente des eaux de vie de cognac, les forêts de la région sont de nouveau défrichées, dont celle de Benon. Les déboisements vont être particulièrement actifs pendant ce siècle, notamment sur le front méridional de la forêt de Benon, où des terres nouvellement défrichées vont être quasi exclusivement vouées à la plantation des vignes, notamment à Aigrefeuille d'Aunis, Le Thou, Forges. Les distilleries d'eaux-de-vie commencent à se développer rapidement et vont s'avérer exigeantes en fourniture de bois pour les "brûleries" de cognac. La déforestation de la forêt de Benon sera si rapide que, déjà dans le premier tiers du XIXe siècle, les distilleries de l'Aunis s'alimenteront, non plus en bois de chauffage, mais en tourbes.
Au XXe siècle, la forêt de Benon fera l'objet d'une protection avisée, avec notamment l'intervention de l'ONF - Office National des Forêts - qui y acquiert 465 hectares de forêt. En 1972, le Conseil Général de la Charente-Maritime se porte également acquéreur de 133 hectares de la forêt qui, ici, prend le nom de bois de Benon. En 1979, la forêt domaniale de Benon est incorporée dans le périmètre du parc interrégional du Marais Poitevin.
Enfin, en 1995, un arboretum a été planté et sert notamment à tester les différentes essences des futures plantations.
Après le passage de l'ouragan "Martin" dans la nuit du 27 au 28 décembre 1999, la forêt de Benon a subi quelques dégâts, où moins de 20 % des chênes ont souffert, mais globalement "elle a été relativement épargnée".

## Caractéristiques
Cette forêt, qui s'étend sur une surface totale de 3 300 hectares, dont 598 hectares sont du domaine public, est essentiellement une forêt de feuillus, composée majoritairement de chênes pubescents, auxquels s'ajoutent des frênes et des érables, alors qu'à l'origine, il s'agissait d'une vaste hêtraie. Ce massif boisé s'étend sur 15 km d'est en ouest et sur 6 km du nord au sud. 
L'ensemble de ce massif forestier, au parcellaire assez morcelé, héritage de déboisements excessifs, repose sur des terrains calcaires et marneux du jurassique, exactement de la même nature géologique que la plaine de l'Aunis. Ces sols, qui sont peu perméables en hiver mais secs en été, conviennent particulièrement bien aux chênes pubescents qui constituent l'essentiel de la Forêt de Benon. 
Cette unique forêt en Aunis est répartie sur sept communes, dont une appartient au canton de Surgères, toutes les autres au canton de Courçon. Les communes, où est implantée la forêt, sont d'est en ouest et du nord au sud, La Grève-sur-Mignon, La Laigne, Courçon, Cramchaban, Saint-Georges-du-Bois, Benon et Le Gué-d'Alleré. La commune de Saint-Georges-du-Bois, qui relève du canton de Surgères, partage avec Benon la plus grande partie de la forêt de Benon. 
La commune de Benon, quant à elle, se singularise fortement en Aunis. Non seulement elle a donné son nom à ce massif forestier, mais elle concentre à elle seule plus des 2/3 de la forêt totale. Sur les 3 300 hectares de la forêt de Benon, 2 264 hectares sont situés sur cette commune. De ce fait, c'est la commune la plus boisée de toute la région de l'Aunis.
Elle est soumise au régime forestier de l'ONF, de même que les forêts communales et sectionnales, ainsi que la portion de la forêt départementale, achetée en 1972 par le Conseil Général de la Charente-Maritime. 
La partie départementale de la forêt de Benon a été classée en réserve de chasse et de faune sauvage, étant un espace protégé en tant que milieu rare, riche et fragile. Cette portion de la forêt est catégorisée "E.N.S." (Espaces Naturels Sensibles) et fait partie du Parc Interrégional du Marais Poitevin depuis 1979. 
Dans le cadre de la découverte de ce milieu boisé mais fragile, les aménageurs de la forêt départementale ont mis en place trois sentiers de randonnée :
- la Promenade des pins au départ du parking des Terres Rouges (voie communale de la D116 près de la voie rapide)
- la Promenade des charmes sur la D207
- le sentier au départ de la Garenne, en lisière de la commune de Courçon.

Dans la partie domaniale de la forêt, l'ONF y a aménagé des aires de stationnement et de pique-nique et a balise des sentiers de petite randonnée.

## Pour approfondir